# ロジャー・ムーア
サー・ロジャー・ジョージ・ムーア（Sir Roger George Moore KBE 、1927年10月14日 - 2017年5月23日）は、イギリスの俳優。1973年から1985年の間に、映画『007』シリーズで7作にわたってジェームズ・ボンドを演じた。

## 人物

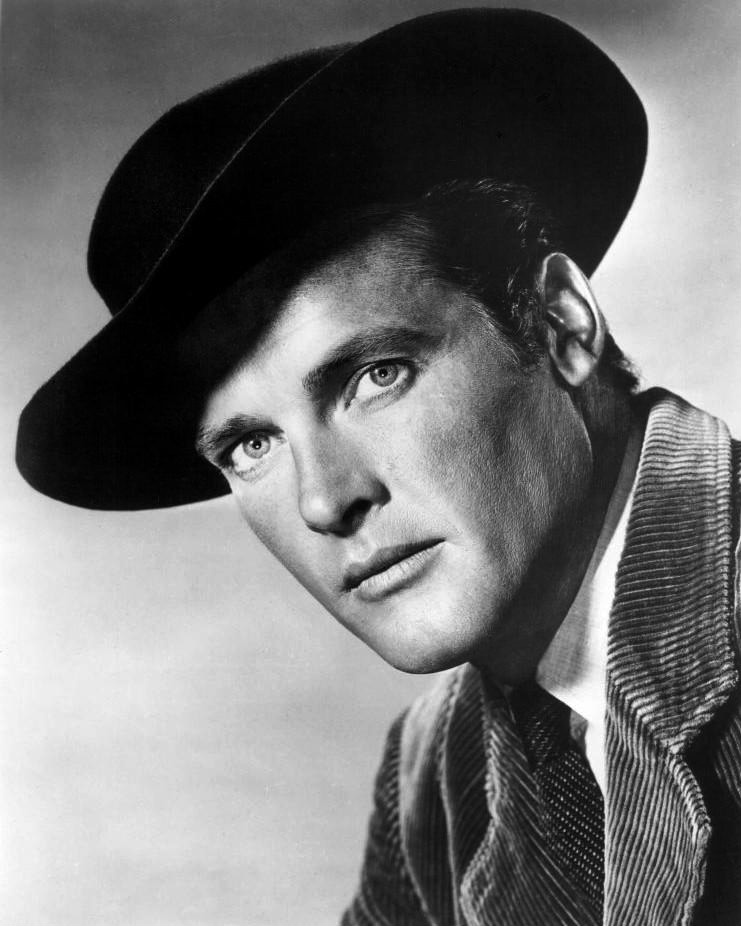
若き日のムーア (1960年)

ロンドンのストックウェルで警察官の息子として生まれる。バッキンガムシャー、アマーシャムのドクター・シャロナーズ・グラマースクールに入学。1940年代に映画にエキストラ出演した後に軍隊に入隊し、第二次世界大戦中はイギリス軍の娯楽部隊に所属した。
除隊後に再び大部屋俳優になり、モデルやテレビのステージ・マネージャーなどの職業も経験した。1950年代に入ってアメリカに渡り、テレビドラマに出演する下積み生活が続いた。1954年、MGM映画『雨の朝巴里に死す』に出演、同年MGMの契約俳優となる。
1962年、テレビシリーズ『セイント 天国野郎』に主演してスターの地位を得る。1971年からの『ダンディ2 華麗な冒険』などのテレビシリーズでも活躍した。かつては英国文学界が生んだ世界的二大キャラクター、シャーロック・ホームズとジェームズ・ボンドを演じた唯一の俳優であったが、2023年に宝塚歌劇団の真風涼帆が史上二人目の俳優となった。
1973年には、ショーン・コネリーの後継者として『007　死ぬのは奴らだ』に主演した。同作の主題歌はポール・マッカートニー&ウイングズの「死ぬのは奴らだ」で、この曲もヒットした。以後、『黄金銃を持つ男』『私を愛したスパイ』『ムーンレイカー』『ユア・アイズ・オンリー』ほか、007シリーズ作品で1985年までジェームズ・ボンドを演じた。
俳優として活躍する一方、ユニセフ親善大使（オードリー・ヘプバーンに勧められたという）などボランティア活動にも精力的で、2003年にはナイトの称号を与えられた。同年にはブロードウェイの舞台で倒れ、病院に搬送される騒ぎもあった。
2007年にはハリウッド・ウォーク・オブ・フェームに星を獲得した。式典には007の宿敵ジョーズを演じたリチャード・キールや、『007 死ぬのは奴らだ』で共演したデヴィッド・ヘディスン、女優ステファニー・パワーズらが出席したが、ムーアが星の前でひざまずいた後、立ち上がるのに人手を借りねばならない一幕もあった。2008年には初めての自伝 "My Word Is My Bond" を上梓、また仏芸術文化勲章の最高章であるコマンドゥールを授与された。

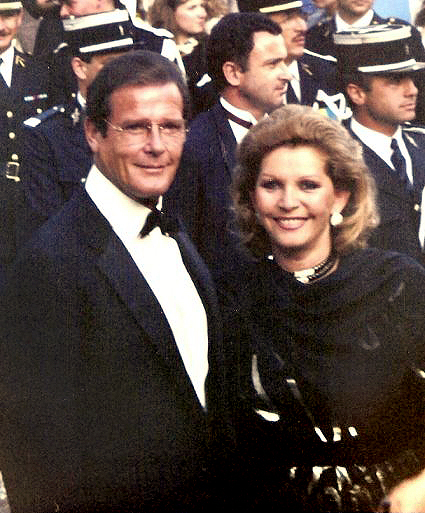
3人目の妻ルイザ (1989年カンヌ国際映画祭)

私生活では、4度の結婚をしている。2人目の妻である歌手のドロシー・スクワイアーとは1961年に破局したが、彼女がその後8年間離婚を拒んだため、ムーアと後述するルイザ・マッティオリとの間の子供のうち2人は、婚外子となった。ドロシーは1998年に死去したが、2009年になってムーアはドロシーが子供の頃住んでいた家に300ポンドのブルー・プラークを贈った。

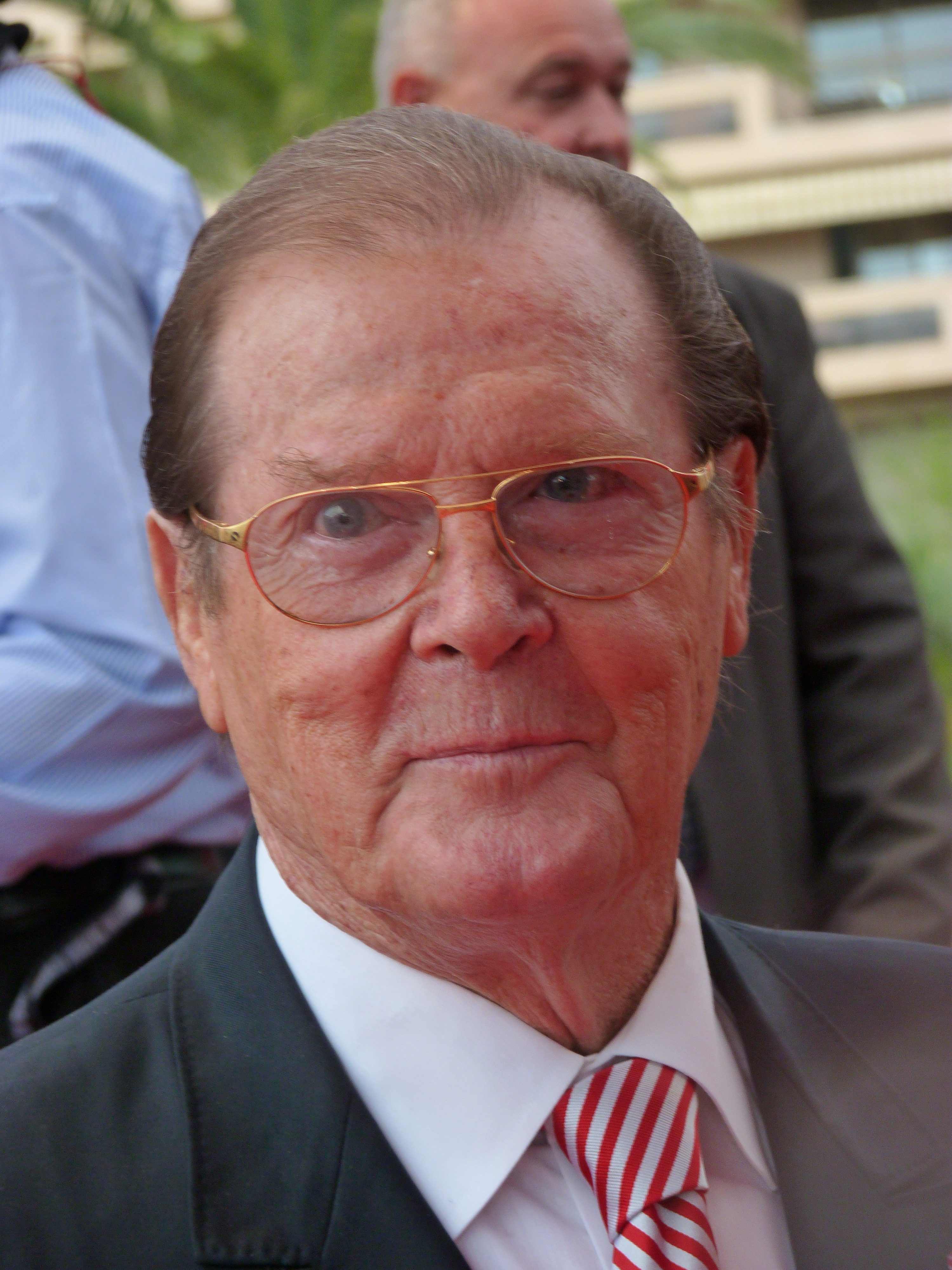
晩年のムーア (2012年)

3人目の妻である元女優のルイザ・マッティオリとの間には2男1女がおり、子供の中でジェフリーとデボラは俳優になった。1994年、ムーアがルイザに電話で二人の38年間の関係は終わったと告げ、1993年に患った前立腺癌のためリヴィエラで療養した。2002年に1億ポンド（スターリング・ポンド）の慰謝料でルイザとの離婚が成立すると、ムーアは74歳でクリスティナ・ソルトラップとモンテカルロで秘密裏に結婚式を挙げたが、このときムーアの子供は誰も出席しなかった。しかし、2007年のハリウッド・ウォーク・オブ・フェーム殿堂入りの際には、妻クリスティナとムーアの3人の子供がそろって出席した。
2017年5月23日、がんにより89歳で死去。ムーアの家族が公式Twitterで掲載した声明では、ムーアはスイスで亡くなり、葬儀は故人の遺志によりモナコで密葬にて執り行われるという。

### セイント 天国野郎

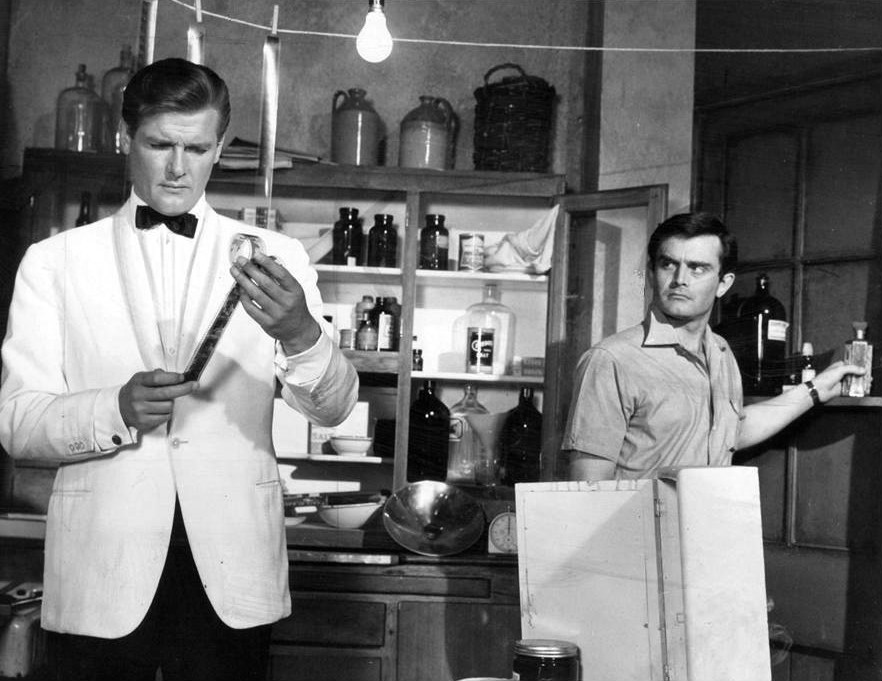
米TVドラマ｢セイント天国野郎｣の一場面 - 左ムーア (1969年)

1962年に英国で製作、放映された人気TVシリーズ。ムーアの名声を確立した作品であり、当時、人気が低迷気味だった小説「サイモン・テンプラー」シリーズのカンフル剤になり、新刊や過去作の復刻を促した。
製作は特撮人形劇『サンダーバード』で知られるITCのルー・グレード卿で、主人公サイモン・テンプラー役には後に『プリズナーNo.6』の製作・監督・主演でも知られることになるパトリック・マクグーハンとムーアが候補になり、ムーアが役を射止める。この二人は初代ボンドの有力候補にもなっており、また、3代目ボンドとしても名前が挙がった。
ムーア本人はテンプラー役はショーン・コネリーと競り合いの末、勝ち取った役で、コネリーはやむなく、ボンド役になったとの発言をユーモアたっぷりに語っている（この話はムーア独特の一種のジョークで、事実関係は確認できない）。ムーアは本作で監督・脚本家デビューもしている。
本作にはオナー・ブラックマン、シャーリー・イートン、ユーニス・ゲイソン、ロイス・マクスウェル、など、007シリーズ縁の俳優もゲスト出演している。少年時代のピアース・ブロスナンにとってコネリー=ボンドは憧れの対象であったが、年に一度のボンド以上に週に一度会えるムーア=テンプラーは最高のヒーローだったと語っている。

### 3代目ジェームズ・ボンド

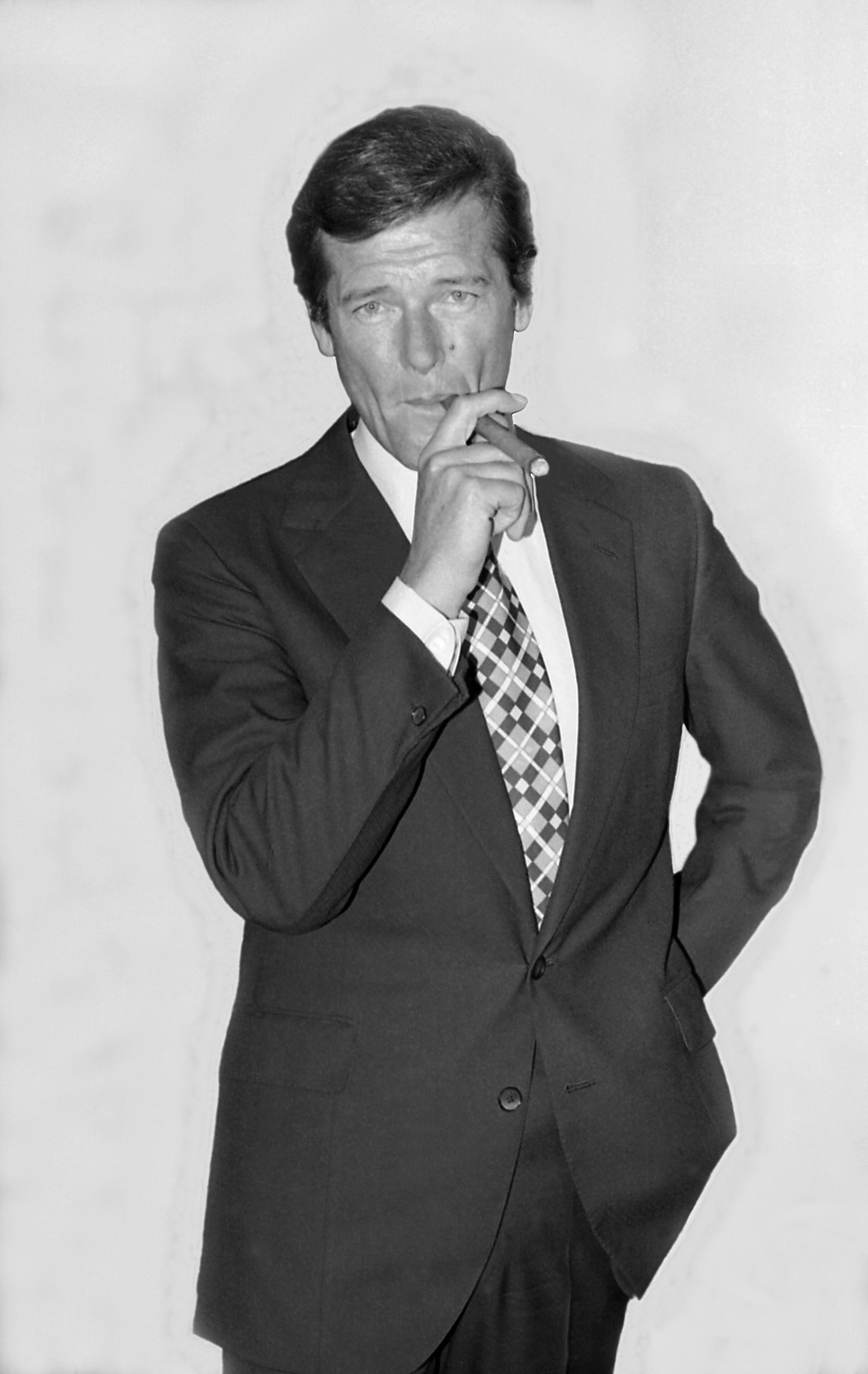
007シリーズ抜擢当時 - トレードマークの葉巻 (1973年)

1973年に『007 ダイヤモンドは永遠に』で1作のみの限定復帰をしたショーン・コネリー（初代）の後を受け、3代目ジェームズ・ボンド役に抜擢され世界的に有名になった。2代目のジョージ・レーゼンビーが大幅若返りであったのに対し、コネリーよりも3歳年長の後任者であったが、キネマ旬報社の『世界映画作品・記録全集1975年版』には、「同世代ながら、より体のキレがいいムーアを起用」と紹介されている。エレガントでユーモラス且つコミカルなキャラクターであり、タバコの代わりに葉巻を愛用する設定となった。ファンは勿論、スタッフや共演者にも愛され、1985年の『007 美しき獲物たち』まで足掛け13年、シリーズ7作品に連続で主演した（現在まで、ボンド俳優の中で最多の出演本数）。
絶対に覆すことができないと思われた、「007ジェームズ・ボンド=ショーン・コネリー」の先入観を変更させることに苦労した。タフでワイルドなコネリーと正反対の路線を目指したため、しばしば原作のイメージを逸脱し、「ムーアのボンド」を追求した。「コネリーとムーア」は、ボンド俳優の二大巨頭であり、後任の俳優たちは、なかなかこのイメージを上回ることができなかった。5代目のピアース・ブロスナンも「（前任者4人の内）ショーンとロジャーは意識しないわけにはいかなかった」と語っている。
歴代最初の黒髪ではない（栗毛色）ボンドである。また、クイーンズイングリッシュを喋るボンドも彼が初めてである。
ボンド役については、原作者イアン・フレミングがムーアを推薦しており、ムーアが『セイント 天国野郎』で活躍していた頃、ショーン・コネリー降板後の2代目ボンド俳優に決定していたが、撮影が延期になり、『セイント 天国野郎』との兼ね合いでスケジュール調整がつかず、その時点ではジョージ・レーゼンビーが2代目ボンドに抜擢された。レーゼンビーの降板後、後任として、1971年に再びムーアにボンド役の誘いがあったが、今度は『ダンディ2』の撮影が決まってしまい、出演できず、3代目はアメリカ人俳優のジョン・ギャビンに決まる。しかし、ギャビンの起用に疑問を抱いたユナイテッド・アーティスツのデヴィッド・ピッカー社長がコネリーの再登板を要求、コネリー側の条件を全面的に承諾することで一本限りの初代ボンドの復活となった。ギャビンの3代目は幻となる。1973年、結局、『ダンディ2』は人気を得られず終了、スケジュールの空いたところに一作目から数えて実に4度目のオファーで3代目のムーア・ボンドの誕生となった（5代目ボンドとして活躍したピアース・ブロスナンのボンド役決定までにも似たような経緯がある）。2代目のレーゼンビー同様、コネリーの後任である。ムーア自身はフレミングとは面識がなく、彼の推薦という話は配役を正当化させるためのイーオン・プロダクションズの宣伝ではないかと推察している。
3代目襲名以前の1964年にイギリスのTVショーのミニコントでボンドに扮しており、ムーアが初代ボンドの候補であったこと、待望論があったことを証明している。コネリーとの差別化を図るため、ドライ・マティーニを注文しない（口にしたことはある）、タバコではなく、（本人の好みである）葉巻を嗜むなどの工夫をしている。ボンドを演じる際、コネリーの真似をしないよう気をつけていたが、特徴的なコネリーの声真似は得意である。また、歴代ボンドで唯一アストンマーティンに乗っていない（『キャノンボール』ではDB5を運転している）。
歴代ボンド全員と交流がある（デヴィッド・ニーヴン、ピーター・セラーズも含む）。特にショーン・コネリーとは英国出身の同年代の渡米組ということもあり、「無名時代からの友人」で、お互い有名キャラクターを演じるために1962年に帰国したことなどもあり、「親交が深い」。
ムーアはシリーズのプロデューサーである、アルバート・R・ブロッコリとハリー・サルツマンとの関係が絶望的に悪化しているコネリーとは対照的に非常に良好なため、シリーズの特番のインタビューは勿論、パーソナリティや時にはボンドに扮して登場することもある。

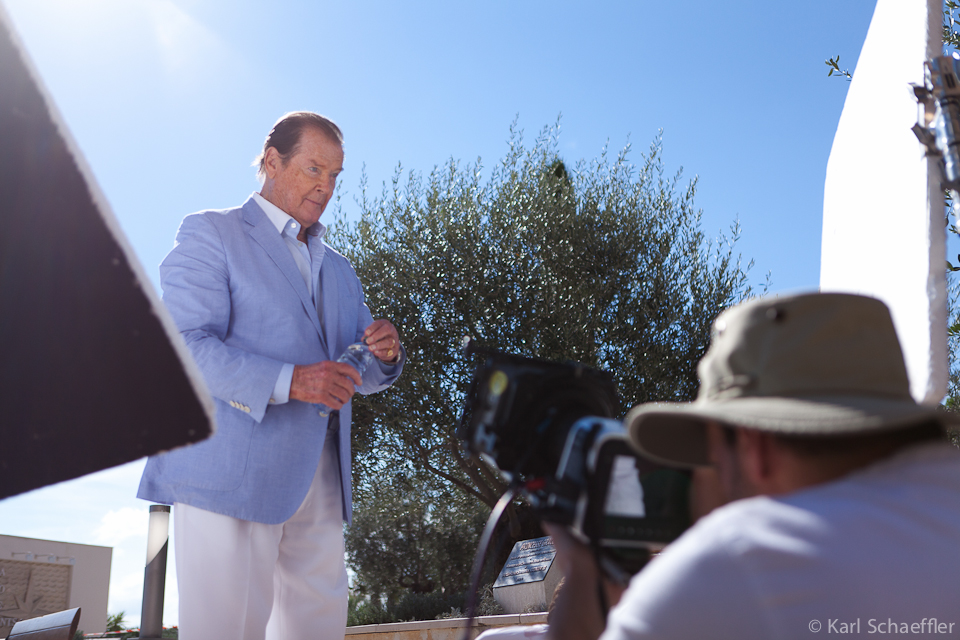
遺作となった仏映画『Incompatibles』の撮影風景 (2013年8月)

ブロッコリ、サルツマン、コネリーたちと親交が深いが、彼らがそれぞれ仲が良くないことも熟知しており、この点に関して腐心した。コネリーがまだボンドだった時代に3人のテーブルに同席したことがあり、気が気でなかったという。コネリーに次いで"サー"の称号が与えられたボンド俳優である。
その他にも『セイント 天国野郎』の主人公「サイモン・テンプラー（=ムーアというイメージが今でも欧米にはある）」、『ピンク・パンサー』シリーズのジャック・クルーゾー警部（奇しくもこちらも初代からバトンを受けた3代目）等の人気キャラクターも演じている。

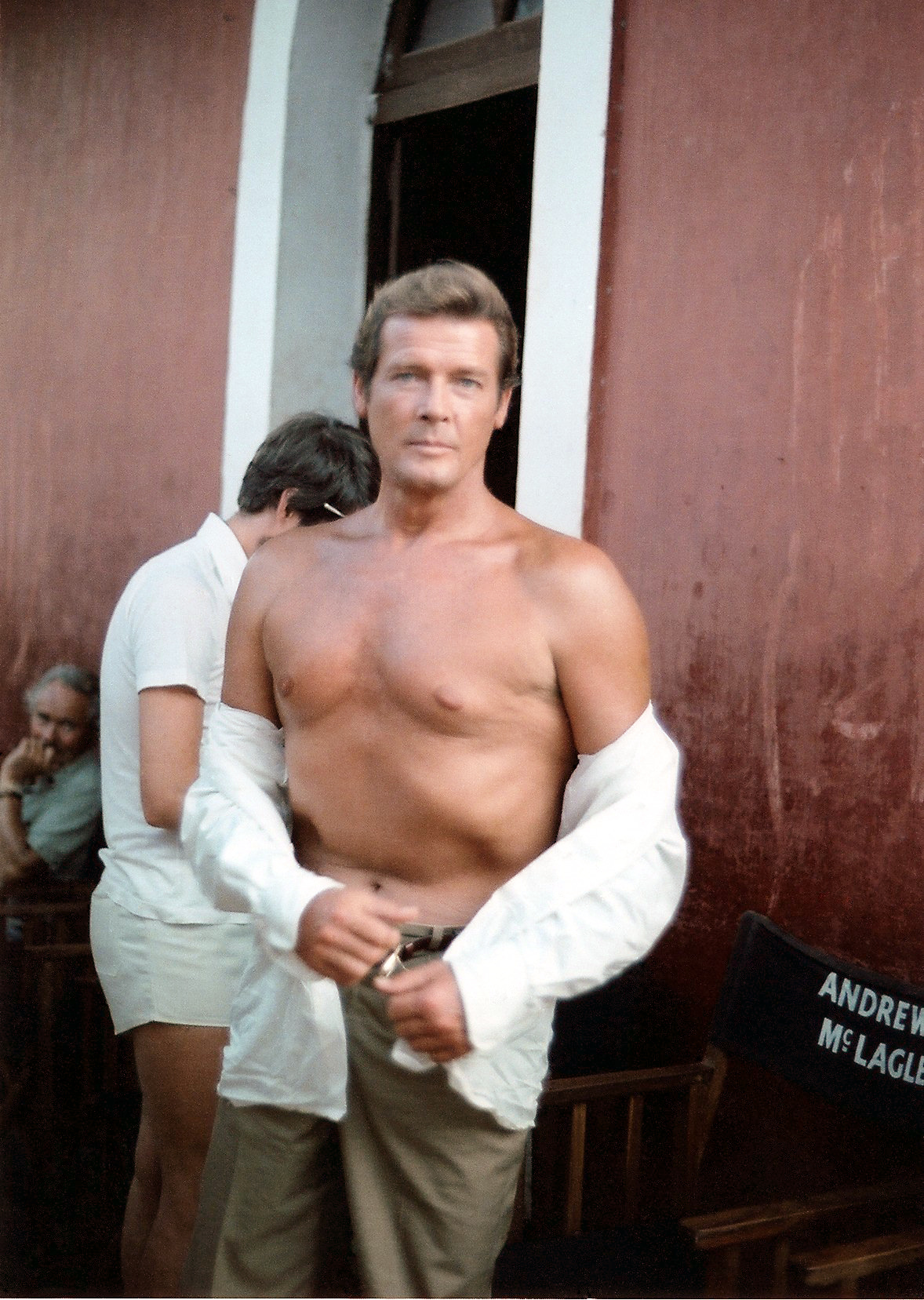
「シーウルフ」の撮影現場にて (1979年)

1983年6月、シリーズ13作「オクトパシー」公開に先駆けて来日した際、「笑っていいとも！」にボンドガールのモード・アダムスと出演。終始ジョーク連発して会場内を爆笑させた。コーナー終了時にはタモリと一緒に「友達の輪」を披露。「ワキガ止めスプレーを使ってるから大丈夫」などと、会場を爆笑させていた。
「007」シリーズ以外にも数々のアクション映画に主演したムーアだが、意外にも自他共に認める運動音痴だという（唯一得意だった競技は水泳）。彼が演じた007はシリーズ中でもかなり派手なアクションを取り入れた作品が多い傾向があったが、スタント・パーソンによる撮影を多用したとの評もある。特に彼の最後のボンド作品となった『007 美しき獲物たち』ではすでに50代後半であり（これは2017年現在、同シリーズ最年長記録である）、ほとんどのアクションシーンではスタント・パーソンを使っている（また、同作ではかなり顔の皺が目立っている）。ムーアが『美しき獲物たち』を最後にボンド役を降りた理由は、冗談めかしに「これ以上やったら殺される」ということであった。しかし、実際に撮影に参加した多くのスタントマンたちによれば、ムーアは世間が思っているほどスタントに消極的ではなく、むしろ、ティモシー・ダルトンの方がスタント・パーソンに任せきりだったと語っているともいう。ムーア自身はスタント・パーソンに頼ってばかりいることを揶揄した記者の質問に対して、冗談めかして「ラブシーンは全部スタントマンが演じている」と嘯いてもいる。実際、ラブシーンのほうが代役に任せたいほど苦手だったという説もある。また、こういった「ムーア一流のユーモア溢れる受け答え」を記者はむしろ、好意をもって対応したことからも、ムーアの人柄が滲み出ている。また、「アクション映画は楽だ。覚えるセリフは少ないし、危険なシーンは代役がいる」と普通の俳優が言ったら問題視される発言も、「多くの人を笑いに包み込む」ことができるパーソナリティの持ち主だった。

## 主な出演作品

### 映画
| 公開年 | 邦題 原題                                                                               | 役名                                          | 備考                     |
| ------ | --------------------------------------------------------------------------------------- | --------------------------------------------- | ------------------------ |
| 1954   | 雨の朝巴里に死す The Last Time I Saw Paris                                              | ポール                                        |                          |
| 1955   | わが愛は終りなし Interrupted Melody                                                     | シリル・ローレンス                            |                          |
| 1959   | 奇蹟 The Miracle                                                                        | マイケル・スチュアート                        |                          |
| 1961   | セブンセントの決闘 Gold of the Seven Saints                                             | ショーン・ギャット                            |                          |
| 1961   | サビーヌの掠奪 Il ratto delle sabine                                                    | ロムルス （Romulus）                          |                          |
| 1969   | 大逆転 Crossplot                                                                        | ゲイリー・フェン                              |                          |
| 1970   | 悪魔の虚像/ドッペルゲンガー The Man Who Haunted Himself                                 | ハロルド                                      |                          |
| 1973   | 007 死ぬのは奴らだ Live and Let Die                                                     | ジェームズ・ボンド                            |                          |
| 1974   | ゴールド Gold                                                                           | ロッド・スレイター                            |                          |
| 1974   | 007 黄金銃を持つ男 The Man with the Golden Gun                                          | ジェームズ・ボンド                            |                          |
| 1975   | ラッキー・タッチは恋の戦略 That Lucky Touch                                             | マイケル・スコット                            |                          |
| 1976   | ロジャー・ムーア in シシリアン・クロス 闇の仕掛人を消せ Gli esecutori                   | ユリシーズ                                    |                          |
| 1976   | ロジャー・ムーア/冒険野郎 Shout at the Devil                                            | セバスティアン・オールドスミス                |                          |
| 1976   | ロジャー・ムーア シャーロック・ホームズ・イン・ニューヨーク Sherlock Holmes in New York | シャーロック・ホームズ                        | テレビ映画               |
| 1977   | 007/私を愛したスパイ The Spy Who Loved Me                                               | ジェームズ・ボンド                            |                          |
| 1978   | ワイルド・ギース The Wild Geese                                                         | ショーン・フリン中尉                          |                          |
| 1979   | 北海ハイジャック North Sea Hijack                                                       | フォルクス                                    |                          |
| 1979   | オフサイド7 Escape to Athena                                                            | メイヤー・オットー・ヘヒト                    |                          |
| 1979   | 007 ムーンレイカー Moonraker                                                            | ジェームズ・ボンド                            |                          |
| 1980   | シーウルフ The Sea Wolves                                                               | キャビン・スチュワート大尉                    |                          |
| 1980   | サンデー・ラバーズ Sunday Lovers                                                        | ハリー・リンドン                              |                          |
| 1980   | キャノンボール The Cannonball Run                                                       | シーモア・ゴールドファーブ・Jr                |                          |
| 1981   | 007/ユア・アイズ・オンリー For Your Eyes Only                                           | ジェームズ・ボンド                            |                          |
| 1983   | 007/オクトパシー Octopussy                                                              | ジェームズ・ボンド                            |                          |
| 1983   | ピンク・パンサー5 クルーゾーは二度死ぬ Curse of the Pink Panther                        | クルーゾー                                    | ターク・スラスト二世名義 |
| 1984   | 露骨な顔 The Naked Face                                                                 | ジャド・スティーヴンス                        |                          |
| 1985   | 007/美しき獲物たち A View to a Kill                                                     | ジェームズ・ボンド                            |                          |
| 1990   | サマー・シュプール Feuer, Eis & Dynamit                                                 | ジョージ・ウィンザー卿                        |                          |
| 1990   | ダブルチェイス 俺たちは007じゃない Bullseye!                                            | ジョン・ベビストック卿 （Sir John Bevistock） |                          |
| 1994   | 不死身の男 The Man Who Wouldn't Die                                                     | トーマス・グレイス                            | テレビ映画               |
| 1996   | クエスト The Quest                                                                      | エドガー・ドブス卿                            |                          |
| 1997   | スパイス・ザ・ムービー Spice World                                                      | チーフ                                        |                          |
| 2002   | バナナ★トリップ Boat Trip                                                               | ロイド・フェイバーシャム                      |                          |
| 2010   | キャッツ & ドッグス 地球最大の肉球大戦争 Cats & Dogs: The Revenge of Kitty Galore       | タブ・レーゼンビー                            | 声の出演                 |
| 2013   | アンコンパーティブル Incompatibles                                                      | ルイ・メーム                                  | 仏映画                   |

### テレビシリーズ
| 放映年    | 邦題 原題                            | 役名                                     | 備考          |
| --------- | ------------------------------------ | ---------------------------------------- | ------------- |
| 1958-1959 | Ivanhoe                              | サー・ウィルフレッド・オブ・アイバンホー | 39エピソード  |
| 1959-1960 | The Alaskans                         | シルキー・ハリス                         | 37エピソード  |
| 1959-1961 | マーベリック Maverick                | ボー・マーベリック                       | 16エピソード  |
| 1962-1969 | セイント 天国野郎 The Saint          | サイモン・テンプラー                     | 118エピソード |
| 1971-1972 | ダンディ2 華麗な冒険 The Persuaders! | ブレット・シンクレア                     | 24エピソード  |
| 2002      | エイリアス Alias                     | エドワード・プール                       | 1エピソード   |
| 2011      | A Princess for Christmas             | Duke Edward of Castlebury                | テレビ映画    |

## 日本語吹き替え
007シリーズで吹替を担当して以来、広川太一郎が専属（フィックス）として大半の作品を担当した。
広川が専属になるまでは、ささきいさおや近藤洋介、若山弦蔵などが担当することもあった。

## 来日時の主なテレビ出演
- 森田一義アワー 笑っていいとも!（フジテレビ）
- 夜のヒットスタジオ（フジテレビ）
- ニュースステーション（テレビ朝日）

## 著書
- ロジャー・ムーア著『BOND on BOND』（2012年、スペースシャワーネットワーク）